# Amigaguide
Amigaguide是为Amiga設計的超文本格式。文件储存在ASCII编码，因此文件不需要专用软件就可以读取和编辑。
自1992年的Workbench 2.1開始，Amigaguide viewer已預載於各位Amiga系列上。至於旧版本使用者則可以下载AmigaGuide 34來配合使用。
虽然Amigaguide格式是几乎只用于編寫Amiga程序，不過其他平台也可使用：
- Java - JAGUaR
- DOS - AGView[永久]
- Windows - WinGuide (LHA archive)（页面存档备份，存于） WinGuide (ZIP archive)
- Linux - AGReader[永久]